# سری آ ۱۵–۲۰۱۴
سری آ ۱۵–۲۰۱۴ (به‌دلایل اسپانسرینگ به‌عنوان سری آ TIM شناخته می‌شود) صد و سیزدهمین فصل فوتبال برتر ایتالیا، هشتاد و سومین دوره مسابقات رفت و برگشت و پنجمین از زمان سازماندهی آن تحت یک کمیته لیگ جدا از سری بی. در ۳۰ اوت ۲۰۱۴ آغاز شد.
در مجموع ۲۰ تیم در لیگ به رقابت می‌پردازند: ۱۷ تیم از فصل ۱۴–۲۰۱۳ و سه تیم از فصل ۱۴–۲۰۱۳ سری بی صعود کرده‌اند. یوونتوس مدافع عنوان قهرمانی بود و برای چهارمین بار متوالی با موفقیت از عنوان قهرمانی خود دفاع کرد. در ۲ مه ۲۰۱۵، یوونتوس برای چهارمین بار متوالی برنده اسکودتو شد.

## رویدادها

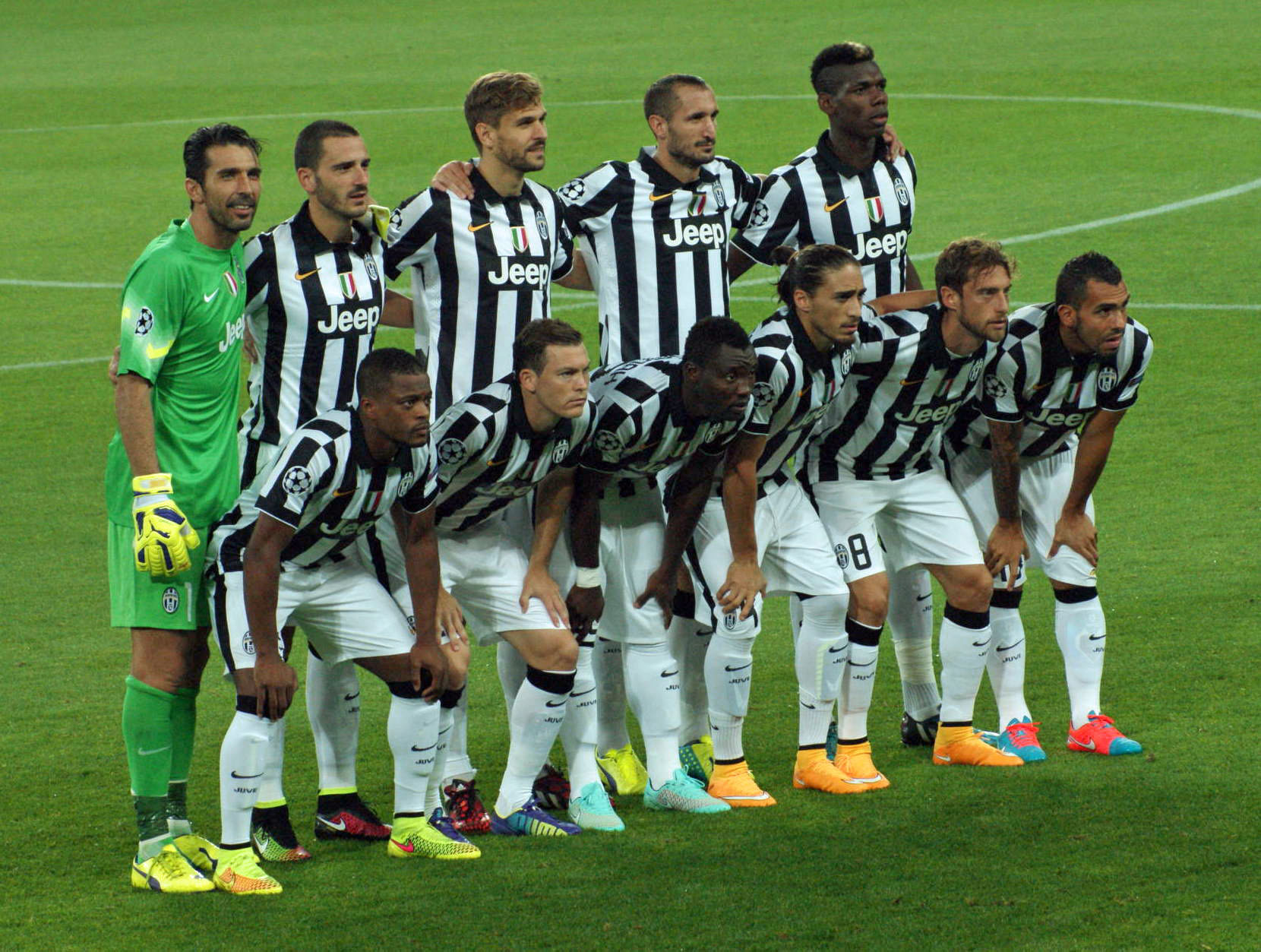
تیم یوونتوس ۱۵–۲۰۱۴

این فصل شامل بازگشت پالرمو تنها پس از یک فصل حضور در لیگ دسته دوم و امپولی است که آخرین حضورش در فصل ۰۸–۲۰۰۷ بود. چزنا، برنده پلی آف، پس از دو سال حضور در سری بی به سطح اول بازگشت.
این فصل همچنین تحت تأثیر مشکلات مالی جدی پیرامون پارما قرار گرفت که شامل دو تصاحب بحث‌برانگیز در طول فصل می‌شد، آخرین رئیس آن، جیامپیترو ماننتی، در ۱۸ مارس ۲۰۱۵ به اتهام پولشویی دستگیر شد و در نهایت باشگاه توسط دادگاه محلی ورشکسته اعلام شد. درست روز بعد.
سری آ در این فصل به‌طور میانگین بیشترین گل را نسبت به پنج لیگ برتر اروپا داشت.